# Òxid de magnesi
L'òxid de magnesi, MgO, també anomenat magnèsia, és un compost inorgànic iònic format per cations magnesi, Mg2+, i anions òxid, O2–. Es presenta en forma de cristalls blancs. La seva estructura cristal·lina és cúbica, tipus clorur de sodi. És un compost higroscòpic que, en absorbir aigua, es transforma suaument en el seu hidròxid. També absorbeix diòxid de carboni, CO₂, transformant-se en carbonat de magnesi, MgCO₃. A la naturalesa es troba en el mineral periclassa.
L'obtenció es pot fer:
- Per reacció de calcinació del magnesi metall, Mg, amb oxigen, O₂:

Mg(s) + O2(g) → MgO(s)
- També per calcinació de l'hidròxid de magnesi o de les oxisals del magnesi:

Mg(OH)2(s) → MgO(s) + H₂O(g)
MgCO3(s) → MgO(s) + CO2(g)

## Reaccions químiques
Amb l'aigua reacciona produint l'hidròxid de magnesi. És una reacció reversible que s'inverteix aplicant calor:
MgO + H₂O → Mg(OH)₂
Amb àcids reacciona fàcilment donant les corresponents sals i aigua:
MgO + 2 HCl → MgCl₂ + H₂O

## Aplicacions
- A medicina s'empra com a component dels antiàcids, com a suplement de magnesi i com a laxant.

- S'empra en llibreries per preservar els llibres, ja que reacciona amb la humitat de l'aire.

- S'utilitza com a aïllant en la fabricació de cables industrials.

- S'empra com a material refractari en la fabricació de maons.

- En la construcció s'empra com a principal ingredient dels materials emprats en la protecció contra els incendis.

- És utilitzat com a referència del color blanc en colorimetria.

- S'empra en la transformació de l'energia elèctrica en calor per efecte Joule.

- L'òxid de magnesi també s'empra com a material òptic, ja que és transparent des de 300 nm fins a 7 µm. El seu índex de refracció és 1,72 a 1 µm.